# Satira del villano
La satira del villano è un filone letterario europeo nato nel XII secolo di conseguenza al fenomeno dell'urbanesimo (abbandono delle campagne per trasferirsi nelle città).

## Caratteristiche
Come dice il nome era basato sullo scherno al villano, cioè al contadino, condiderato rozzo, sporco e repellente. 
Il contadino era spesso accusato dal proprietario terriero (il signore), che risiedeva in città e che pretendeva da lui una percentuale sui prodotti agricoli, di occultare l'entità del raccolto. Quindi il villano, il rustico, veniva sì visto come un individuo rozzo e sporco, ma altresì come una persona scaltra che spesso riusciva ad imbrogliare altri uomini anche di ceto superiore al suo, essendo esperto di frodi e raggiri.
Secondo alcuni storici la nascita di questo genere letterario segnerebbe l'inizio della distinzione tra attività rurali e attività urbane.